# Australia Stadium

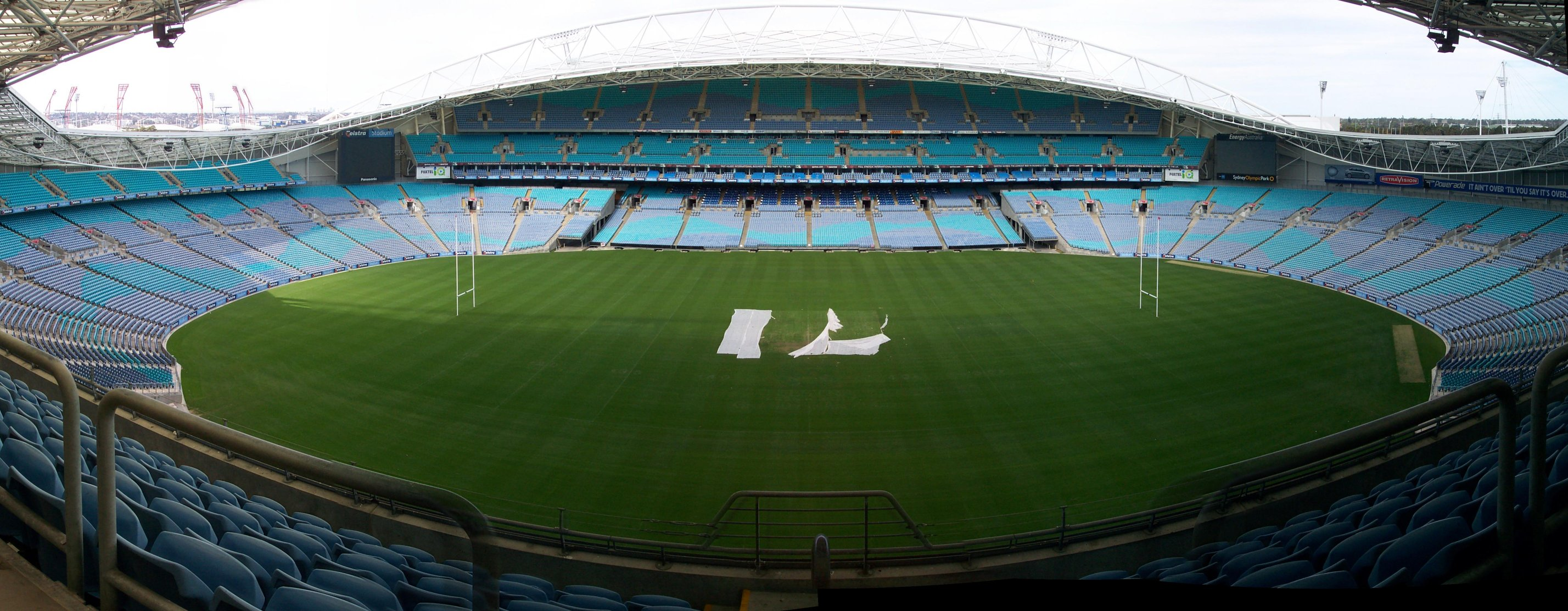
Panorama över ANZ Stadium.

ANZ Stadium (tidigare Stadium Australia och Telstra Stadium), är en idrottsarena i Sydney i Australien. Stadion, som i Australien ibland kallas Sydney Olympic Stadium, Homebush Stadium eller helt enkelt Olympic Stadium, färdigställdes i mars 1999 till en kostnad av 690 miljoner AUD för att vara värd för de olympiska sommarspelen 2000. Stadion hyrdes av ett privat företag, Stadium Australia Group, tills stadion såldes tillbaka till New South Wales-regeringen den 1 juni 2016 efter att NSW:s premiärminister Michael Baird meddelade att stadion skulle byggas om till en rektangulär stadion i världsklass. Stadion ägs av Venues NSW på uppdrag av NSW-regeringen.
Stadion byggdes ursprungligen för att rymma cirka 115 000 åskådare, vilket gör den till den största olympiska stadion som någonsin byggts och den näst största stadion i Australien efter Melbourne Cricket Ground som rymde mer än 120 000 innan dess ombyggnad i början av 2000-talet. Under 2003 slutfördes dessa arbeten med att förkorta de norra och södra vingarna och installera flyttbara sittplatser. Dessa förändringar minskade kapaciteten till 80 000, med kapacitet att lägga till sittplatser beroende på lokalens konfiguration. Markiser lades också till över de norra och södra läktarna, så att de flesta av sittplatserna kunde vara under tak. Stadion konstruerades efter hållbara idéer, till exempel använde mindre stål i takkonstruktionen än de olympiska stadionerna i Aten och Peking.

## Historik

### Tidig historia

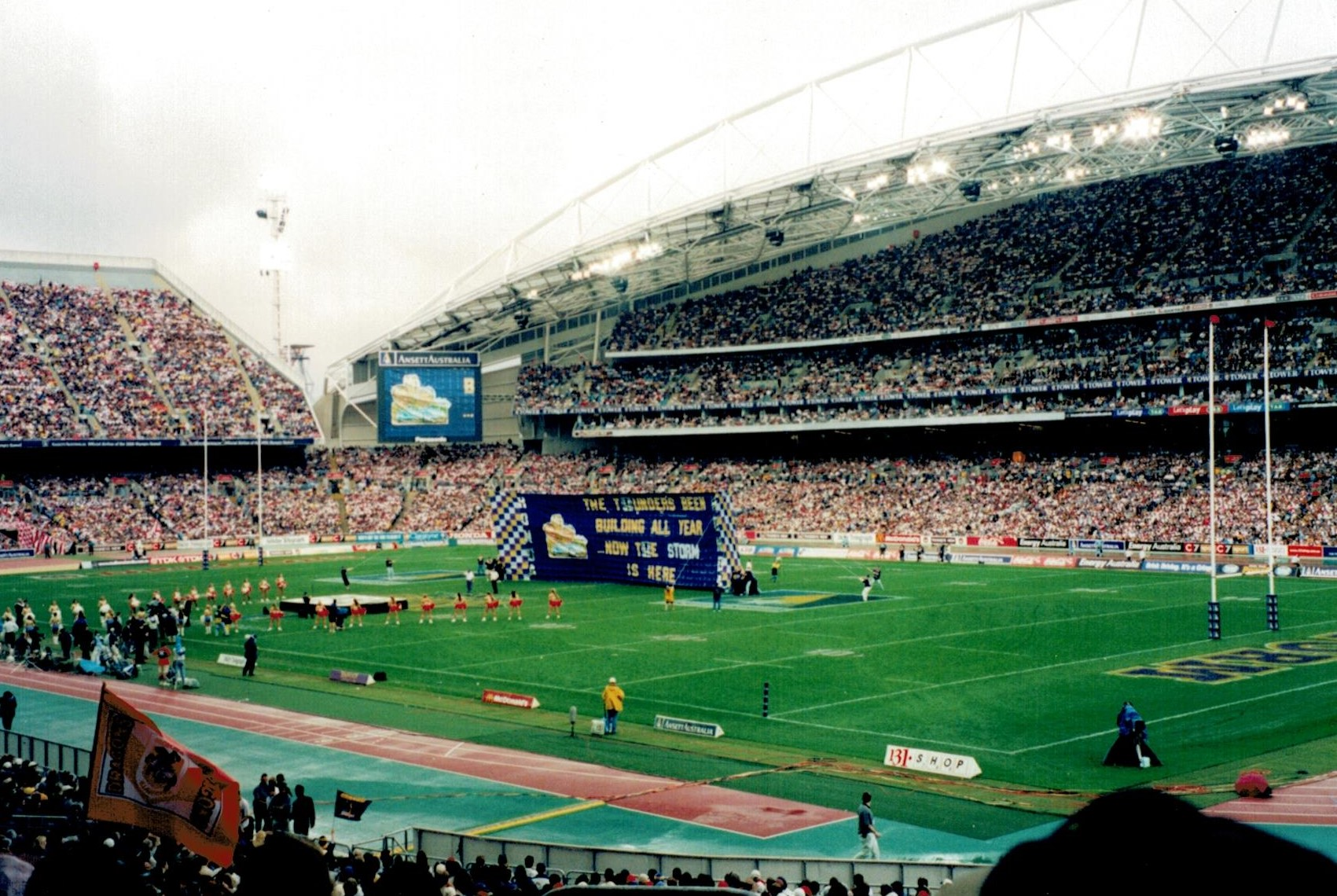
En rugbyligamatch var stadions första evenemang, och har sedan dess blivit platsens dominerande sport. Stadion är värd för den årliga NRL Grand Final sedan 1999 års upplaga (bilden).

Det första sportevenemanget som hölls på stadion var den 6 mars 1999 när en då rekordhög fotbollspublik i rugbyligan på 104 583 tittade på NRL:s första runda dubbel-header, med Newcastle mot Manly och Parramatta mot St. George Illawarra Dragons. Uppslutningen slog det gamla rekordet på 102 569 som sattes på Odsal Stadium i Bradford, England för reprisen av Challenge Cup-finalen mellan Warrington och Halifax den 5 maj 1954.
Den första musikgalan som hölls på den nybyggda stadion var Bee Gees, bestående av Barry, Robin och Maurice Gibb, den 27 mars 1999. Bandet hade gett sig ut på vad som skulle bli deras sista världsturné som grupp innan Maurice Gibb dog, turnén avslutades i den nybyggda Olympiastadion. Föreställningen var slutsåld med ett besökarantal på 66 285.
Arenan öppnades inte officiellt förrän den 12 juni 1999 när det australiensiska fotbollslandslaget spelade mot FIFA All Stars. Australien vann matchen med 3–2 inför en publik på 88 101. Stadium Australia var också värd för det nationella lagets historiska slutspelsvinst över Uruguay i november 2005, en seger som gav Australien FIFA World Cup-kvalificering för bara andra gången i landets historia. Evenemanget lockade en publik på 82 698.
År 1999 års Bledisloe Cup-rugbyunionsmatch mellan Australien och Nya Zeeland lockade ett dåvarande världsrekord i rugbyunionen på 107 042. År 2000 förbättrades detta när en publik på 109 874 (kapaciteten vid den tiden var 110 000) bevittnade den "största rugbymatchen någonsin" när ett Jonah Lomu-försök tog en All Blacks-seger över Wallabies 39–35 . All Blacks ledde med 24-0 efter 11 minuter bara för att se Australien kvittera med 24–24 vid halvtid.
Den 9 juni 1999 var stadion värd för sin första State of Origin-seriematch någonsin mellan New South Wales och Queensland. Matchen, Game 2 i trespelsserien, innebar rekordstort antal åskådare när 88 336 såg Blues döpa sitt nya hem med en vinst på 12–8. Tidigare åskådarrekord var 87 161 på Melbourne Cricket Ground för Game 2 i 1994 års serie.
Den 7 augusti 1999 spelades en utvisningsmatch för National Football League (amerikansk fotboll) kallad American Bowl mellan Denver Broncos och San Diego Chargers, vilket tog hem den tidigare australiensiska fotbollsligaspelaren Darren Bennett, Chargers tippare. Broncos vann matchen med 20–17 inför 73 811 åskådare. Detta var Australiens första, och för närvarande (2023) enda, American Bowl-spel.
Den stora finalen i National Rugby League 1999, som spelades den 26 september mellan Melbourne Storm och St. George Illawarra Dragons, slog rugbyligans världsrekord tidigare under säsongen när 107 999 kom för att se Storme besegra Dragons med 20–18 och vinna sitt första NRL-premiärskap.

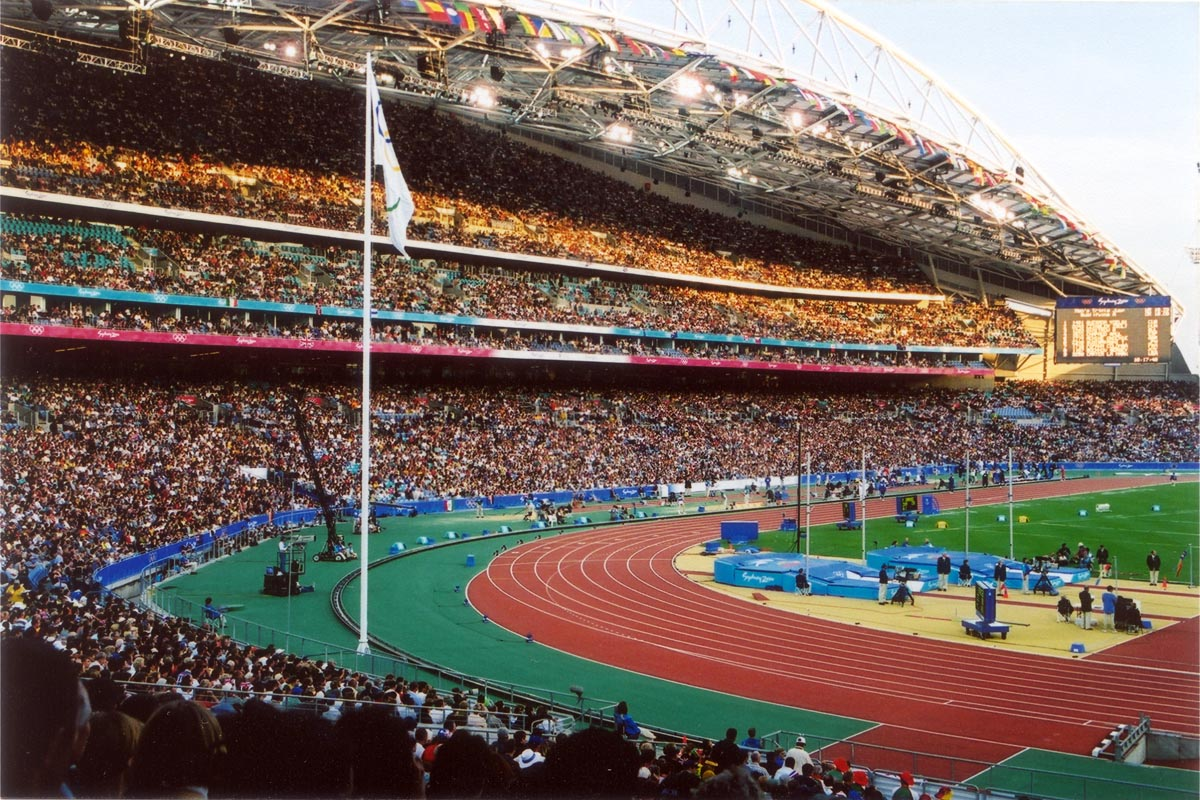
Under de olympiska sommarspelen 2000 var stadion främst värd för friidrottsevenemang.

Under de olympiska spelen 2000 lockade på dag 11 kvällens friidrottspass 112 524 åskådare då Australiens Cathy Freeman vann en guldmedalj på damernas 400 meter. År 2014 var detta fortfarande världsrekordet i åskådare för alla friidrottsevenemang. Också under de olympiska spelen lockade fotbollsfinalen 104 098 för att se Kamerun besegra Spanien för dess första olympiska guldmedalj någonsin. Detta var ett besöksrekord för olympiska spelen i fotboll och slog rekordet på 101 799 som sattes vid Rose Bowl under guldmedaljspelet i de olympiska spelen 1984 i Los Angeles.
Invigningsceremonin för de olympiska sommarspelen 2000 på stadion sålde helt ut alla 110 000 platser, medan det högsta antalet besökare för något evenemang i moderna olympiska spelens historia registrerades med 114 714 på stadion för avslutningsceremonin för samma spel. Musikaliska inslag i avslutningsceremonin var en "who's who" av australisk musik inklusive Kylie Minogue, John Williamson, John Paul Young, Jimmy Barnes, Midnight Oil, INXS (med Jon Stevens), Men at Work och Slim Dusty som sjöng Waltzing Matilda. På scenen under avslutningsceremonin fanns också andra berömda australiensare, som golfaren Greg Norman och komikern-skådespelaren Paul Hogan. Platsen var också värd för samma evenemang under Paralympiska sommarspelen 2000.

### Efter ombyggnaden
I februari 2009 ersatte stadion sina befintliga två tv-skärmar med nya Panasonic HD LED-videoskärmar som mäter 23 x 10 m – 70 procent större än originalskärmarna och 50 procent större än skärmarna på Pekings nationalstadion, samtidigt som de förbrukar mindre ström än gamla skärmar. Dessutom har en LED-perimeterskärm som visar ANZ-reklam installerats på den andra nivån från 30 m-linjen till 30 m-linjen.

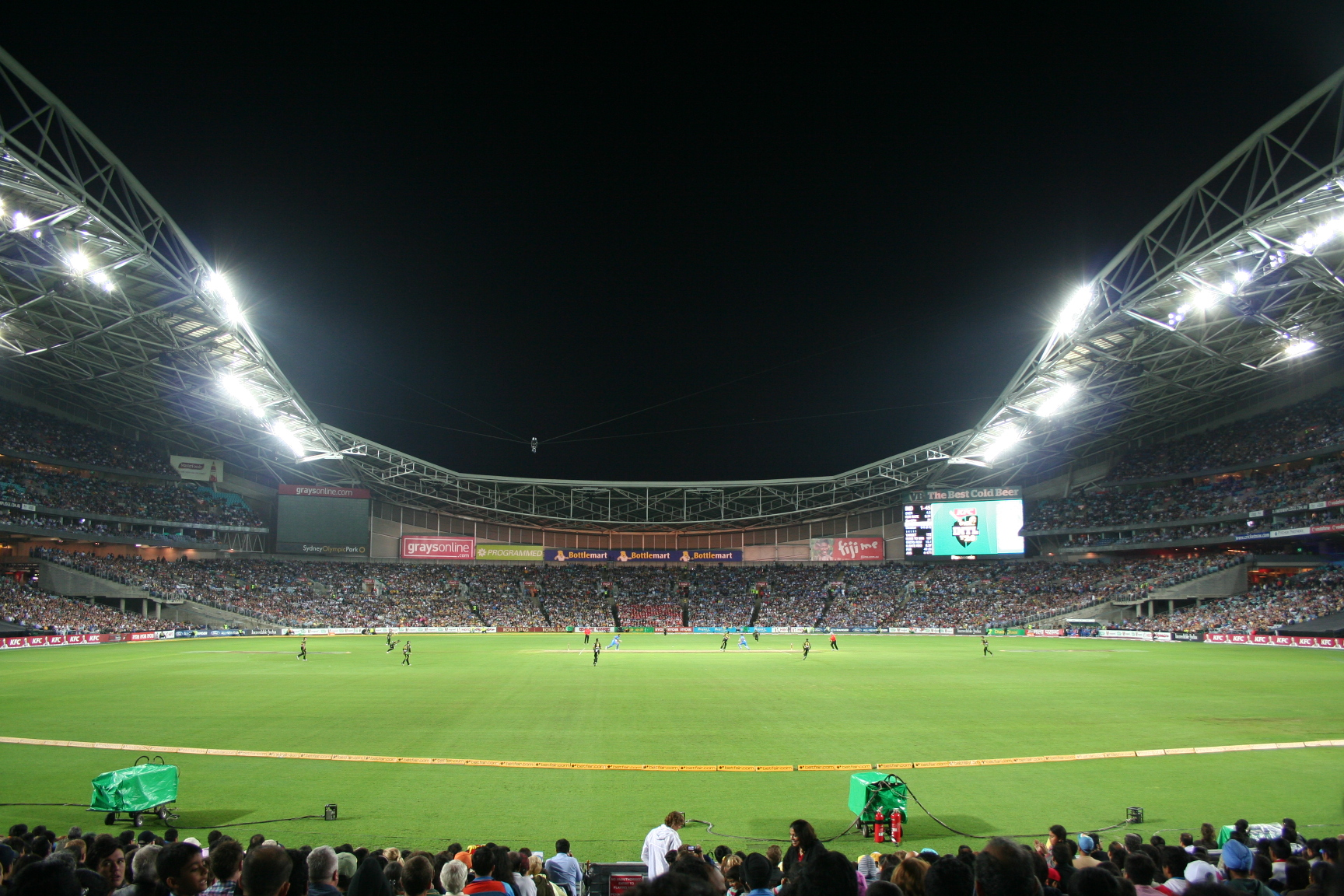
Stadions första internationella cricketmatch någonsin, en Twenty20 International mellan Australien och Indien (bilden), ägde rum i februari 2012.

Arenan var värd för dess första internationella cricketmatch någonsin när Australien tog sig an Indien i en match på tjugo 20 natten den 1 februari 2012. Matchen lockade en publik på 59 569, vilket är den största publiken någonsin för en cricketmatch i New South Wales.
Den 6 oktober 2019 hölls ytterligare en anmärkningsvärd NRL Grand Final med 82 922 personer som bevittnade att Sydney Roosters blev de första back to back-premiärerna i NRL sedan Brisbane Broncos 1992 och 1993, och besegrade Canberra Raiders som var i sin första Grand Final sedan 1994 under kontroversiella omständigheter.